# Anjouanella comorensis
Anjouanella comorensis là một loài nhện trong họ Mysmenidae. Chúng được Léon Baert miêu tả năm 1986.